# 唐朝官職表
唐代对三品以上官，用“册授”；五品以上官，用“制授”，六品以下官，用“敕授”。唐代文官官阶分为九品，除正一品不设外，二品起每品分正、从，正四品起，又有上、下阶，共有二十九阶。武官官阶亦分九品，除正一品不设外，二品起每品分正、从，正三品起，又有上、下阶，共有三十一阶。文官、武官形式上都不設正一品，正一品職位多半為死後追封，但實際並非不存在（詳見天策上將）。

## 职官
| 品级       | 職官 |
| ---------- | --- |
| 正一品     | 太师、太傅、太保、太尉、司徒、司空、天策上将 |
| 从一品     | 太子太师、太子太傅、太子太保 |
| 正二品     | 尚书令、大行台尚书令 |
| 从二品     | 尚书左右仆射、太子少师、太子少傅、太子少保、京兆/河南/太原府尹、大都督、大都护 |
| 正三品     | 侍中、中书令、六部尚书、太子宾客、太常卿、太子詹事、中都督、上都护、 |
| 从三品     | 御史大夫、秘书监、光禄/卫尉/宗正/太仆/大理/鸿胪/司农/太府卿、左右散骑常侍、国子祭酒、殿中监、少府监、将作大匠、诸卫羽林千牛将军、下都督、上州刺史、大都督府长史、大都护府副都护 |
| 正四品上   | 黄门侍郎、中书侍郎、尚书左丞、吏部侍郎、太常少卿、中州刺史、军器监、上都护府副都护、上府折冲都尉 |
| 正四品下   | 尚书右丞、尚书諸司侍郎、左右千牛卫/左右监门卫中郎将、亲勋翊卫羽林中郎将、下州刺史 |
| 从四品上   | 秘书少监、殿中少监、内侍、大都护府/亲王府长史 |
| 从四品下   | 国子司业、少府少监、将作少匠、光禄/卫尉/宗正/太仆/大理/鸿胪/司农/太府寺少卿、京兆/河南/太原府少尹、上州别驾、大都督府/大都护府/亲王府司马、中府折冲都尉 |
| 正五品上   | 谏议大夫、御史中丞、国子博士、给事中、中书舍人、都水使者、万年/长安/河南/洛阳/太原/晋阳/奉先县令、亲勋翊卫羽林郎将、中都督/上都护府长史、亲王府典军 |
| 正五品下   | 太子中舍人、内常侍、中都督/上都护府司马、中州别驾、下府折冲都尉、太子洗馬 |
| 从五品上   | 尚书左右司诸司郎中、秘书丞、著作郎、太子洗马、殿中丞、亲王府副典军、下都督府/上州长史、下州别驾 |
| 从五品下   | 大理正、太常丞、太史令、内给事、上牧监、下都督府/上州司马、驸马都尉、奉车都尉、宫苑总监、上府果毅都尉 |
| 正六品上   | 太学博士、中州长史、亲勋翊卫校尉、京兆/河南/太原府诸县令、武库中尚署令、诸卫左右司阶、中府果毅都尉 |
| 正六品下   | 千牛备身、备身左右、下州长史、中州司马、内谒者监、中牧监、上牧副监、上镇将 |
| 从六品上   | 起居郎、起居舍人、尚书诸司员外郎、大理司直、国子助教、城门郎、符宝郎、通事舍人、秘书郎、著作佐郎、侍御医、诸卫羽林长史、两京市令、下州司马、左右监门校尉、亲勋翊卫旅帅、上县令 |
| 从六品下   | 侍御史、少府/将作/国子监丞、司农寺诸园苑监、下牧监、宫苑总监副监、互市监、中牧副监、下府果毅都尉 |
| 正七品上   | 四门博士、詹事司直、左右千牛卫长史、军器监丞、中县令、亲勋翊卫队正、亲勋翊卫副隊正、中镇将 |
| 正七品下   | 内寺伯、诸仓/诸冶/司竹/温汤监、诸卫左右中候、上府别将/司史、上镇副、下镇将、下牧副监 |
| 从七品上   | 殿中侍御史、左右补阙、太常博士、太学助教、门下省录事、尚书都事、中书省主书、左右监门直长、都水监丞、中下县令、京县丞、中府别将/长史、中镇副、勋卫太子亲卫 |
| 从七品下   | 太史局丞、御史台/少府/将作/国子监主簿、掖庭/宫闱局令、下县令、太庙诸陵署丞、司农寺诸园苑副监、、宫苑总监丞、公主家令、亲王府旅帅、下府别将/长史、下镇副、诸屯监、诸折冲府校尉 |
| 视从七品   | 萨宝府祆正 |
| 正八品上   | 监察御史、协律郎、翊卫、太医署医博士、军器监主簿、武库署丞、两京市署丞、上牧监丞、执乘亲事 |
| 正八品下   | 奚官/内仆/内府局令、备身、尚药局司医、京兆/河南/太原诸县丞、太公庙丞、诸宫农圃监、互市监丞、司竹副监、司农寺诸园苑监丞、灵台郎、上戍主、诸卫左右司戈 |
| 从八品上   | 左右拾遗、太医署针博士、四门助教、左右千牛卫录事参军、上县丞、中牧监丞、京县主簿、诸仓/诸冶/司竹/温汤监丞、保章正、诸折冲府旅帅 |
| 从八品下   | 大理评事、律学博士、太医署丞、左右千牛卫诸曹参军、内谒者、都水监主簿、中书/门下/尚书都省/兵部/吏部/考功/礼部主事、中县丞、京县尉、诸屯监丞、上关令、上府兵曹、上挈壶正、中戍主、上戍副、诸率府左右司戈                                                                                             |
| 正九品上   | 校书郎、太祝、典客署掌客、岳渎令、诸津令、下牧监丞、中下县丞、中州博士、武库署监事 |
| 正九品下   | 正字、奚官/内仆丞、内府局丞、太史局司辰、典厩署主乘、下县丞、下州博士、京兆/河南/太原府诸县尉、上牧监主簿、诸宫农圃监丞、中关令、亲王国尉、上关丞、诸卫左右执戟、中镇兵曹参军、下戍主、诸折冲队正                                                                                                  |
| 从九品上   | 尚书/御史台/秘书省/殿中省主事、奉礼郎、律学助教、弘文馆校书、大史局司历、太医署医助教、京兆/河南/太原府/九寺/少府/将作监录事、都督/都护府/上州录事市令、宫苑总监主簿、上中县尉 |
| 从九品下   | 内侍省主事、国子监录事、崇文馆校书、书学博士、算学博士、门下典仪、太医署按摩/祝禁博士、太卜署卜博士、太医署针助教/医正、太卜署卜正、太史局监候、掖庭局宫教博士、太官署监膳、太乐鼓吹署乐正、大理寺狱丞、中下州医博士、中下县尉、下关令、中关丞、诸卫羽林长上、诸津丞、诸折冲府队副、诸率府左右执戟 |
| 流外一等   | 诸卫/都水监/羽林军录事、尚书/中书/门下省/御史台令史、太常寺谒者、司仪署诸典书、河渠署河堤谒者、太医署医针师、内侍省寺人 |
| 视流外一等 | 萨宝府祓祝 |
| 流外二等   | 太卜署卜助教、秘书/殿中/内侍省令史、城门/符宝/夕文馆令史、通事令史、尚书/门下/中书省/御史台书令史、太常寺祝史、宫苑总监录事、典客署典客、亲勋翊卫府录事、太史局漏刻博士、御史台殿中令史 |
| 流外三等   | 城门/符宝书令史、秘书/殿中/内侍省、御史台书令史、、诸牧园苑监录事、诸仓监/诸关津录事、、诸卫羽林军府/太子詹事府令史、尚食局主食、秘书/殿中/内侍省诸局书令史、内侍省内典引、尚药局太医署按摩祝禁师、太常寺赞引、太医署医工/针工、太卜署卜师诸计史、率更寺漏刻博士                                   |
| 流外四等   | 诸卫羽林军史、门下省主宝/主符、太医主药、门下/中书省传制、太医署按摩祝禁工、御史台监察史 |
| 视流外四等 | 萨宝府率 |
| 流外五等   | 大理寺司直平事史、诸署农圃监、诸牧园苑监史、诸都护府史、太官署监膳史、良酝署掌酝、掌醢署主醢、诸典事、亲勋翊卫率府史、大理寺狱史 |
| 视流外五等 | 萨宝府史 |
| 流外六等   | 亲勋翊卫府史、诸仓关津府史、太医署药园师、诸亭长 |
| 流外七等   | 门下省主节、诸掌固、大史监历生、天文观生、诸仓关津史、诸仓计史 |
| 流外八等   | 守宫署掌设 |
| 流外九等   | 国子学/太公庙干、诸辇者 |

## 爵

### 男性
1. 正一品：王（親王、國王）
2. 从一品：嗣王「承嫡親王者」、郡王、国公
3. 正二品：开国郡公
4. 从二品：开国县公
5. 从三品：开国侯
6. 正四品上：开国伯
7. 正五品上：开国子
8. 从五品上：开国男

### 女性
- 正一品：公主、妃、王妃、王太妃、國夫人
- 从一品：郡主
- 正二品：昭儀、昭容、昭媛、修儀、修容、修媛、充儀、充容、充媛、郡夫人
- 从二品：縣主、郡夫人
- 正三品：婕妤、良娣
- 正四品：美人、郡君、良媛
- 从四品：郡君
- 正五品：才人、縣君、承徽
- 从五品：鄉君
- 正六品：寶林
- 正七品：御女、昭訓
- 正八品：采女、奉儀

## 勋
勳官十二階。北朝《木蘭詩》云：「策勳十二轉，賞賜百千強。」
1. 正二品：上柱国
2. 从二品：柱国
3. 正三品：上护军
4. 从三品：护军
5. 正四品：上轻車都尉
6. 从四品：轻车都尉
7. 正五品：上骑都尉
8. 从五品：骑都尉
9. 正六品：骁骑尉
10. 从六品：飞骑尉
11. 正七品：云骑尉
12. 从七品：武骑尉

## 散官

### 文官
文官散階二十九階。
1. 从一品：开府仪同三司
2. 正二品：特进
3. 从二品：光禄大夫
4. 正三品：金紫光禄大夫
5. 从三品：银青光禄大夫
6. 正四品上：正议大夫
7. 正四品下：通议大夫
8. 从四品上：太中大夫
9. 从四品下：中大夫
10. 正五品上：中散大夫
11. 正五品下：朝议大夫
12. 从五品上：朝请大夫
13. 从五品下：朝散大夫
14. 正六品上：朝议郎
15. 正六品下：承议郎
16. 从六品上：奉议郎
17. 从六品下：通直郎
18. 正七品上：朝请郎
19. 正七品下：宣德郎
20. 从七品上：朝散郎
21. 从七品下：宣议郎
22. 正八品上：给事郎
23. 正八品下：征事郎
24. 从八品上：承奉郎
25. 从八品下：承务郎
26. 正九品上：儒林郎
27. 正九品下：登仕郎
28. 从九品上：文林郎
29. 从九品下：将仕郎

### 武官
武官散階二十九階，名號中有「懷化」、「歸德」的散階專門賜與蕃官。
1. 从一品：骠骑大将军
2. 正二品：辅国大将军
3. 从二品：镇军大将军
4. 正三品：冠军大将军、怀化大将军
5. 从三品：云麾将军、归德大将军
6. 正四品上：忠武将军
7. 正四品下：壮武将军、怀化中郎将
8. 从四品上：宣威将军
9. 从四品下：明威将军、归德中郎将
10. 正五品上：定远将军
11. 正五品下：宁远将军、怀化郎将
12. 从五品上：游骑将军
13. 从五品下：游击将军、归德郎将
14. 正六品上：昭武校尉
15. 正六品下：昭武副尉、怀化司阶
16. 从六品上：振威校尉
17. 从六品下：振威副尉、归德司阶
18. 正七品上：致果校尉
19. 正七品下：致果副尉、怀化中候
20. 从七品上：翊麾校尉
21. 从七品下：翊麾副尉、归德中候
22. 正八品上：宣节校尉
23. 正八品下：宣节副尉、怀化司戈
24. 从八品上：御侮校尉
25. 从八品下：御侮副尉、归德司戈
26. 正九品上：仁勇校尉
27. 正九品下：仁勇副尉、怀化执戟长上
28. 从九品上：陪戎校尉
29. 从九品下：陪戎副尉、归德执戟长上

## 女官
- 正五品：尚宮、尚儀、尚服、尚食、尚寝、尚功、宮正
- 正六品：司記、司言、司簿、司闈、司籍、司樂、司賓、司贊、司寶、司衣、司飾、司仗、司膳、司酝、司藥、司饎、司設、司輿、司苑、司燈、司制、司珍、司計、司正
- 從六品：司閨、司則、司饌
- 正七品：典記、典言、典簿、典闈、典籍、典樂、典賓、典贊、典寶、典衣、典飾、典仗、典膳、典酝、典藥、典饎、典設、典輿、典苑、典燈、典制、典珍、典計
- 正八品：掌記、掌言、掌簿、掌闈、掌籍、掌樂、掌賓、掌贊、掌寶、掌衣、掌飾、掌仗、掌膳、掌酝、掌藥、掌饎、掌設、掌輿、掌苑、掌燈、掌制、掌珍、掌計
- 從八品：掌正、掌書、掌筵、掌嚴、掌縫、掌藏、掌食、掌醫、掌園
- 不入流：女史、宫女